# Caboga

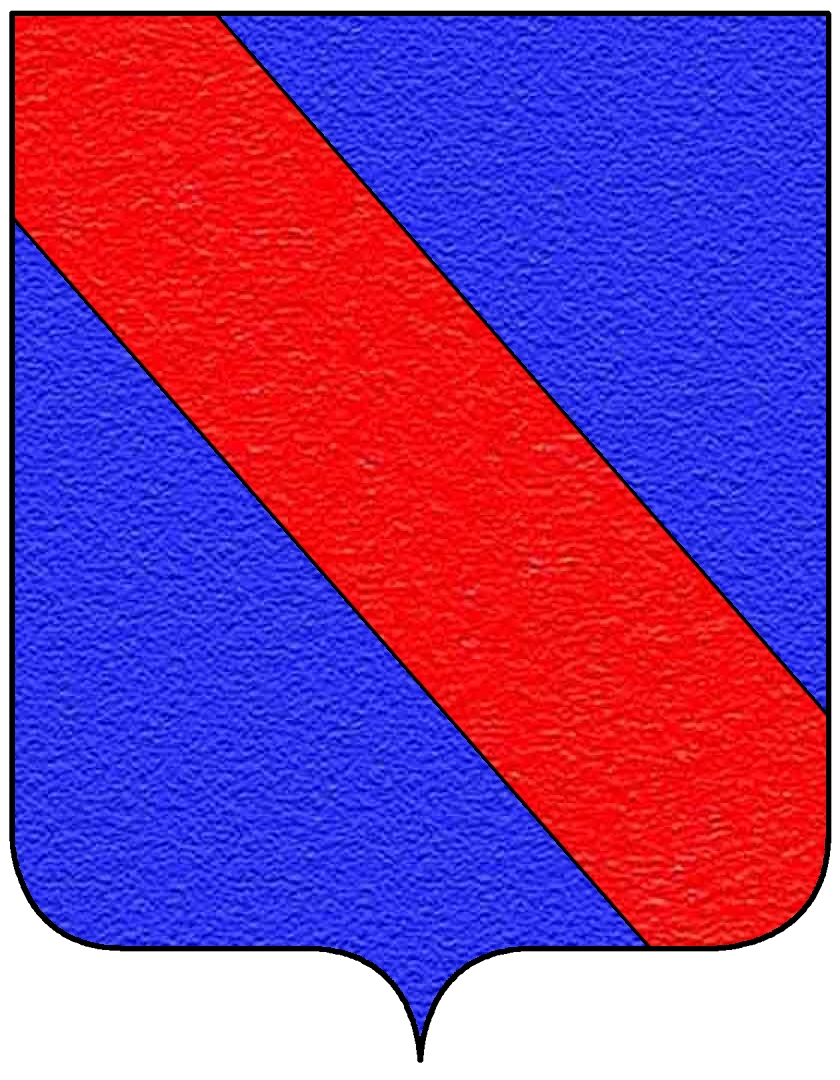
Lo stemma dei Caboga

La famiglia Caboga (nelle fonti anche Chaboga o Caboa, in serbo-croato anche Kaboga, Kabužić o Hobužić) fu una delle più antiche famiglie nobili della Repubblica di Ragusa.

## Storia
|                                      |  |
| Stemmi di alcuni rami della famiglia |  |

Le origini della famiglia rimangono per lo più oscure, anche se il loro albero genealogico risale fino all'VIII secolo, facendoli apparire una delle prime famiglie aristocratiche ragusee. Un'antica tradizione li ritiene provenienti dalla città di Fermo, nelle Marche.
L'Almanacco di Gotha li enumera fra le undici famiglie del più antico Patriziato Sovrano Originario della Repubblica ancora residenti in città alla metà del XIX secolo.
Un Marinus Caboga risulta appartenente al Maggior Consiglio di Ragusa nel 1253, ma i Caboga del XIII e XIV secolo discendono da un Georgius, solo indirettamente segnalato dalle fonti riferite alla moglie (Uxor quondam Georgii de Disica) e ai figli (filii quondam Georgii de Disica). Negli anni immediatamente successivi il cognome Caboga prese piede, soppiantando totalmente l'alternativo Disica.
La famiglia fu a partire dal XV secolo una delle più influenti e ricche di Ragusa, suddivisa in vari rami e unita alle altre famiglie nobili ragusee da una serie di matrimoni che a loro volta diedero luogo ad ulteriori rami della casata.
Fra il 1440 e il 1640 i Caboga contarono 107 membri del Maggior Consiglio: il 4,86%% del totale. In questi duecento anni, ottennero anche 101 cariche senatoriali (6,21%), 78 volte la qualifica di Rettore della Repubblica (3,27%), 84 membri del Minor Consiglio (3,88%) e 21 Guardiani della Giustizia (2,56%).
L'imperatore Ferdinando I li nominò Cavalieri del Regno, con decreto datato 11 aprile 1560, e la loro nobiltà venne riconosciuta dalla Casa d'Austria nel 1817.
Rami secondari della famiglia Caboga sopravvivono tuttora, fra la Svizzera, l'Austria, l'Italia e la Croazia.

## Personalità notabili (in ordine cronologico)
- Mario (Marino) Caboga (1505 - 1582) - Sacerdote e uomo di legge, fu fondatore della cattedra di diritto criminale all'Università di Padova. Protonotario apostolico di papa Gregorio XIII nonché suo cappellano domestico, venne in seguito creato conte palatino. Fu anche letterato e membro dell'Accademia dei Confusi di Viterbo.
- Eusebio Caboga (? - 1590) - Sacerdote e letterato, fu discepolo del monaco Grisostomo Calvino - arcivescovo di Ragusa. Compose in forma manoscritta gli Annali di Ragusa e le vite dei Pontefici, andati smarriti alla sua morte e dei quali rimangono solo tre frammenti, oltre ad un'operetta dal titolo De exemplis illustris virorum Ragusanae civitatis et exterorum, qui in eam aliquo beneficio noti habentur.
- Marino Caboga (1630 - 1692) - Sopravvissuto al terribile terremoto del 1667, fu fra i nobili ragusei che resse le sorti della città permettendole di risorgere a vita nuova, intercedendo con la Sublime porta a difesa dell'indipendenza della Repubblica. Fu uno di quei grandi uomini a cui Ragusa deve la sua rinascita dopo il terremoto.
- Bernardo Caboga (1785 - 1855) - Uomo d'arme, servì la casa d'Austria divenendo nel 1808 ciambellano di corte. Prestò servizio per oltre cinquant'anni partecipando a tutte le principali campagne militari dell'Impero fra il 1805 e il 1840, concludendo la sua carriera col grado di generale d'artiglieria.